# Franco Scala
Franco Scala (Imola, 1937) è un pianista italiano, nonché docente di pianoforte.
Diplomatosi al Conservatorio di Bologna con Gherardo Macarini Carmignani, si è perfezionato con Carlo Zecchi presso l'Accademia di Santa Cecilia di Roma, svolgendo attività concertistica in Patria e all'estero. Dopo i quattro anni a Santa Cecilia, Scala entrò ad insegnare al Conservatorio di Pesaro.
Tornato a Imola, ha diretto la scuola di musica comunale "Vassura-Baroncini". Nel 1981 ha fondato l'Accademia Pianistica Internazionale “Incontri col Maestro” di Imola, di cui è stato il primo direttore . Da allora in poi ha dedicato tutta la sua vita professionale all'istituzione.
Il maestro ha raccolto, a partire dagli anni 1980, un'importante collezione di strumenti musicali a tastiera, per la maggior parte fortepiani. Gli strumenti coprono un arco temporale che va dagli inizi del XIX secolo fino agli anni 1930. Oggi la collezione è di proprietà della Fondazione Cassa di Risparmio in Bologna.

## Premi e riconoscimenti
- Vendome Award 2017, conferito dalla fondazione svizzera «Orpheus»[5].